# Козажево
Козажево (пол. Kozarzewo) — село в Польщі, у гміні Нарушево Плонського повіту Мазовецького воєводства.
Населення — 124 особи (2011).
У 1975-1998 роках село належало до Цехановського воєводства.

## Демографія
Демографічна структура станом на 31 березня 2011 року:
|          | Загалом | Допрацездатний вік | Працездатний вік | Постпрацездатний вік |
| -------- | ------- | ------------------ | ---------------- | -------------------- |
| Чоловіки | 65      | 10                 | 46               | 9                    |
| Жінки    | 59      | 5                  | 36               | 18                   |
| Разом    | 124     | 15                 | 82               | 27                   |